# Céline Tricart
Céline Tricart est une auteure, scénariste, réalisatrice et productrice française spécialisée dans la réalité virtuelle et les nouvelles technologies,,,,. Elle est née à Metz et réside à Los Angeles.

## Biographie
Céline Tricart a fondé la société de production Lucid Dreams Productions en 2016. En 2021, elle a cofondé le studio de jeux vidéo COVEN avec Marie Blondiaux. Elle a reçu le titre de Chevalier de l’ordre des Arts et des Lettres,, et fut résidente de la Villa Albertine,.
En 2018, Céline Tricart a coréalisé et produit le documentaire de réalité virtuelle (VR) The Sun Ladies, une histoire centrée sur des soldates de la communauté Yazidi de Sinjar qui ont combattu l'invasion de l’État islamique en 2014,,,. Le film a été présenté en première mondiale au  Sundance Film Festival, et a été sélectionné dans d'autres festivals internationaux, dont HotDocs et SXSW,.
En 2019, Céline Tricart a écrit, produit et réalisé The Key, un film interactif de réalité virtuelle,,. The Key a remporté le prix Storyscapes au Festival du film de Tribeca,,, ainsi que le Grand Prix du Jury pour Meilleure Œuvre en VR Immersive à la Mostra de Venise,. The Key a aussi remporté un prix Lumiere Awards de la Advanced Imaging Society et un AWE Auggie Award pour Meilleur Film VR.
Céline Tricart a publié le livre Virtual Reality Filmmaking: Techniques & Best Practices for VR Filmmakers chez Routledge. À la Mostra de Venise 2020, elle est présidente du jury international pour Venice Virtual Reality. En 2022, elle a délivré un keynote au festival SXSW,,.
En 2022, Céline Tricart a écrit, réalisé et produit Fight Back VR,, en compétition officielle à la Mostra de Venise 2022.

## Filmographie
- 2018 : The Sun Ladies
- 2019 : The Key
- 2023 : Fight Back